# فرودگاه استانیل کی
فرودگاه استانیل کی (به انگلیسی: Staniel Cay Airport) یک فرودگاه همگانی با کد یاتا TYM است که یک باند فرود آسفالت دارد و طول باند آن ۹۲۴ متر است. این فرودگاه در کشور باهاما قرار دارد .